# Industria forestale in India

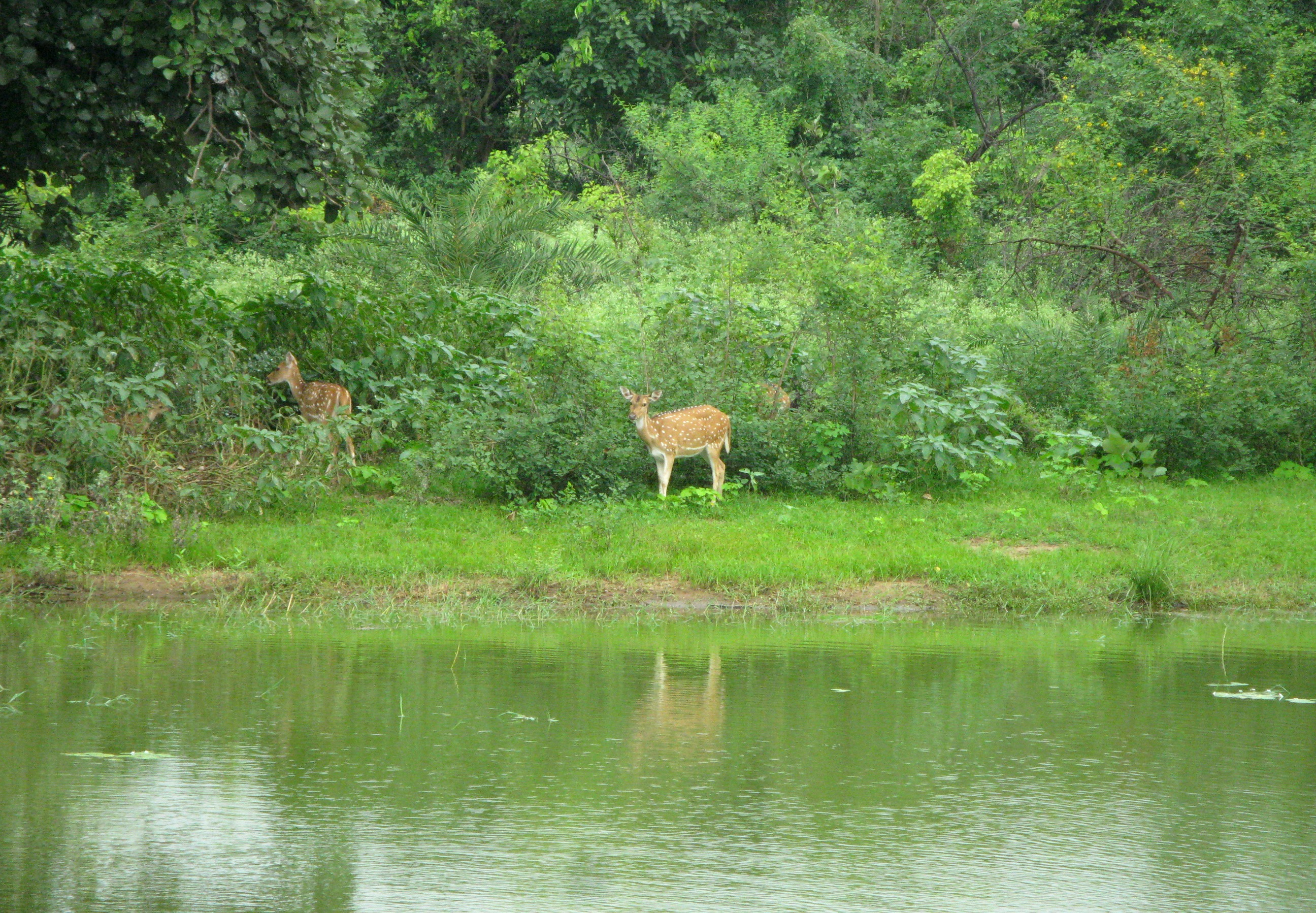
Il Madhya Pradesh ha la più ampia copertura forestale in India. Nell'immagine l'area forestale protetta del parco nazionale di Van Vihar.

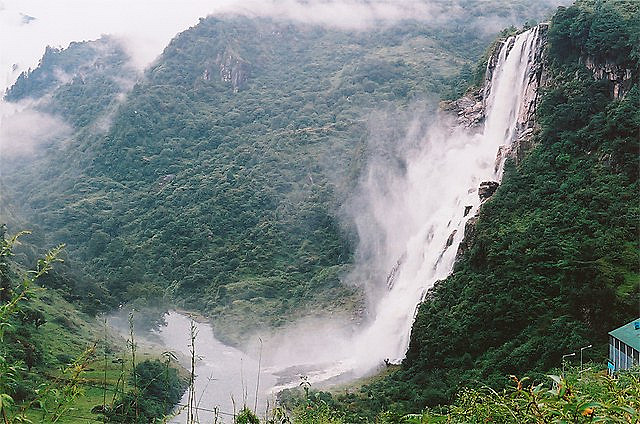
L'Arunachal Pradesh ha la seconda più ampia copertura forestale in India e la sua più grande copertura forestale primaria. Nell'immagine le cascate di Nuranang sulla strada per Tawang.

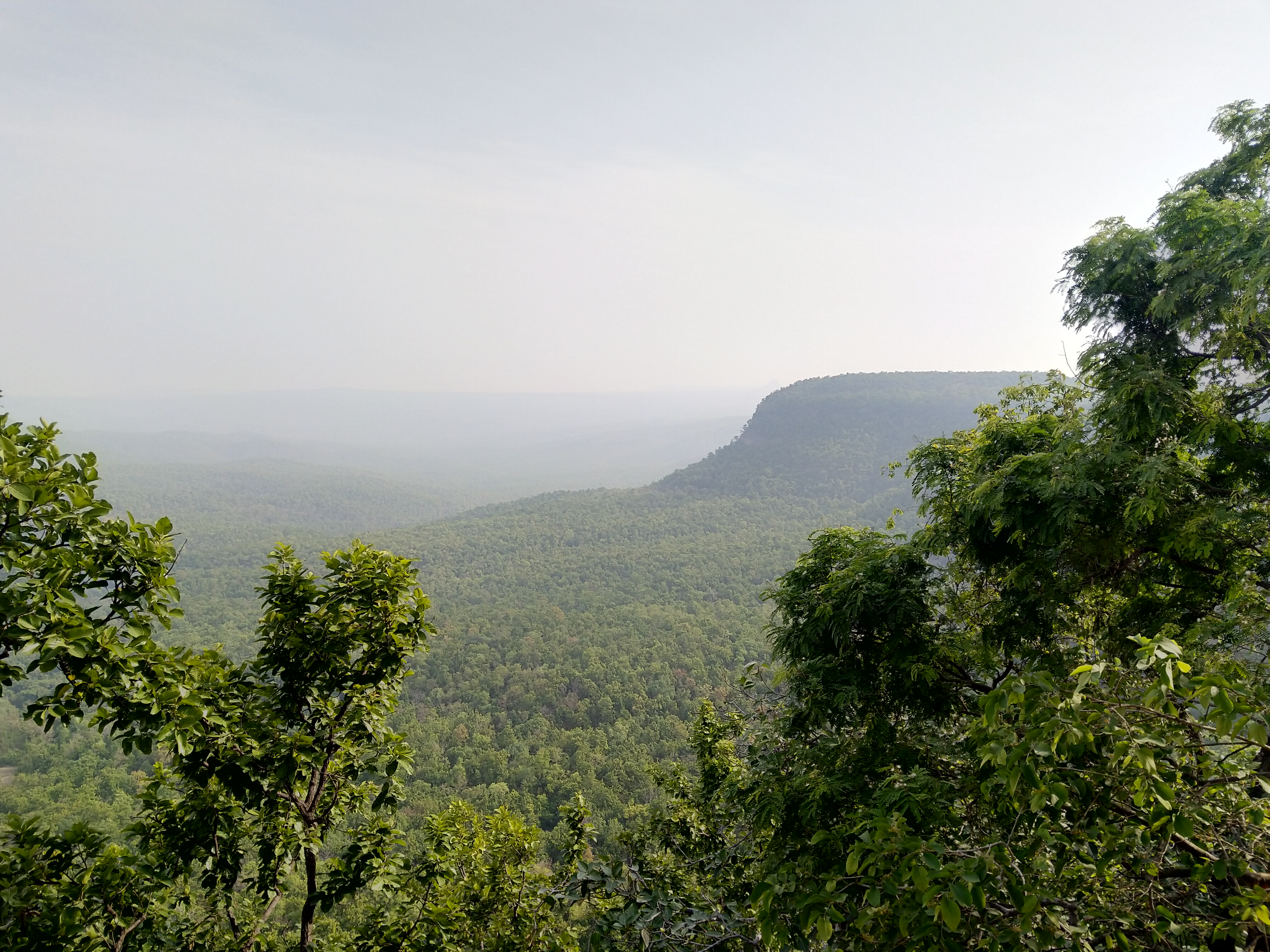
Chhattisgarh e Orissa sono gli stati con le altre più ampie coperture forestali in India.

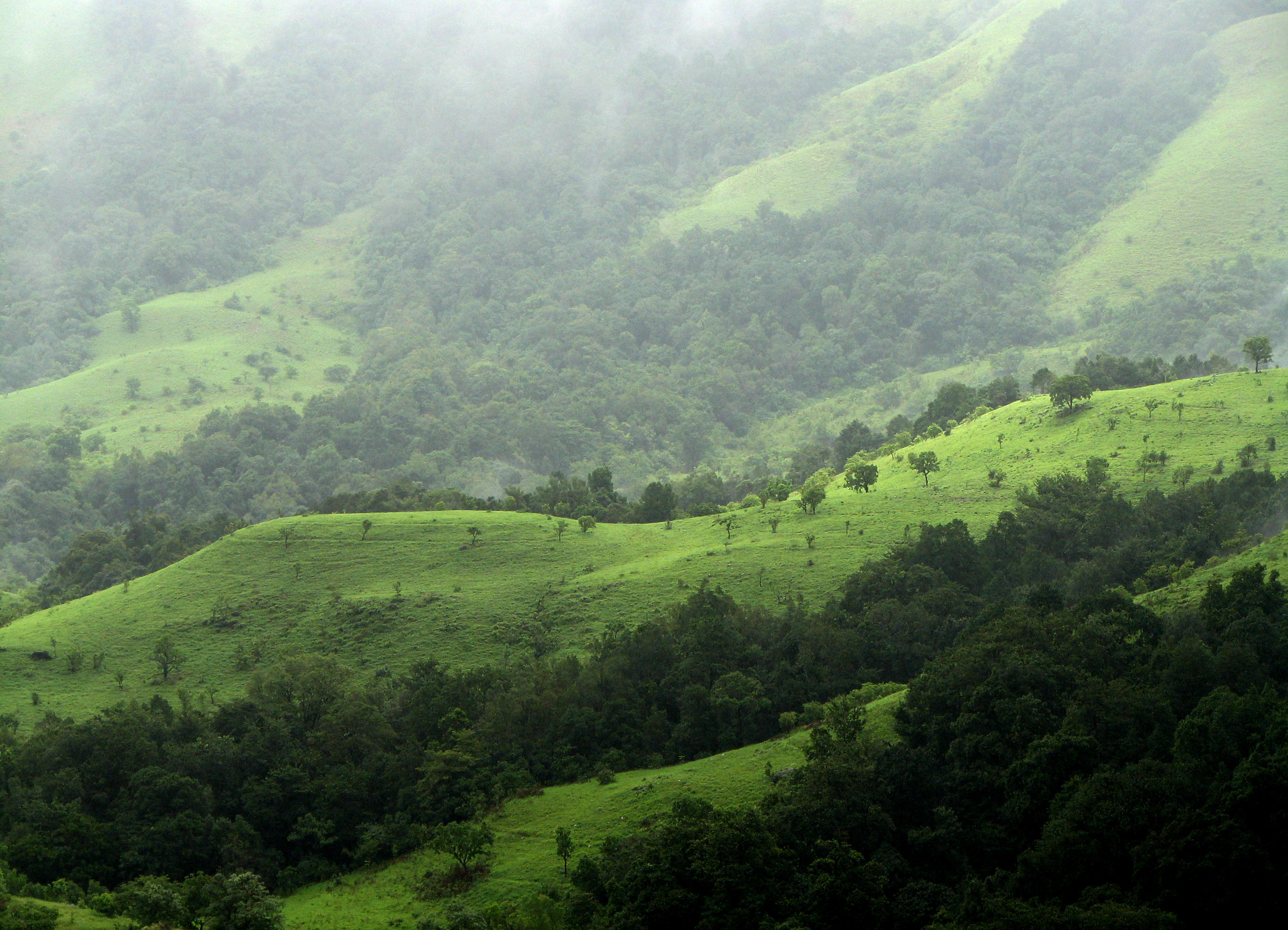
I Ghati occidentali rappresentno un'altra copertura forestale bioattiva dell'India. Nell'immagine il parco nazionale di Kudremukh a Karnataka.

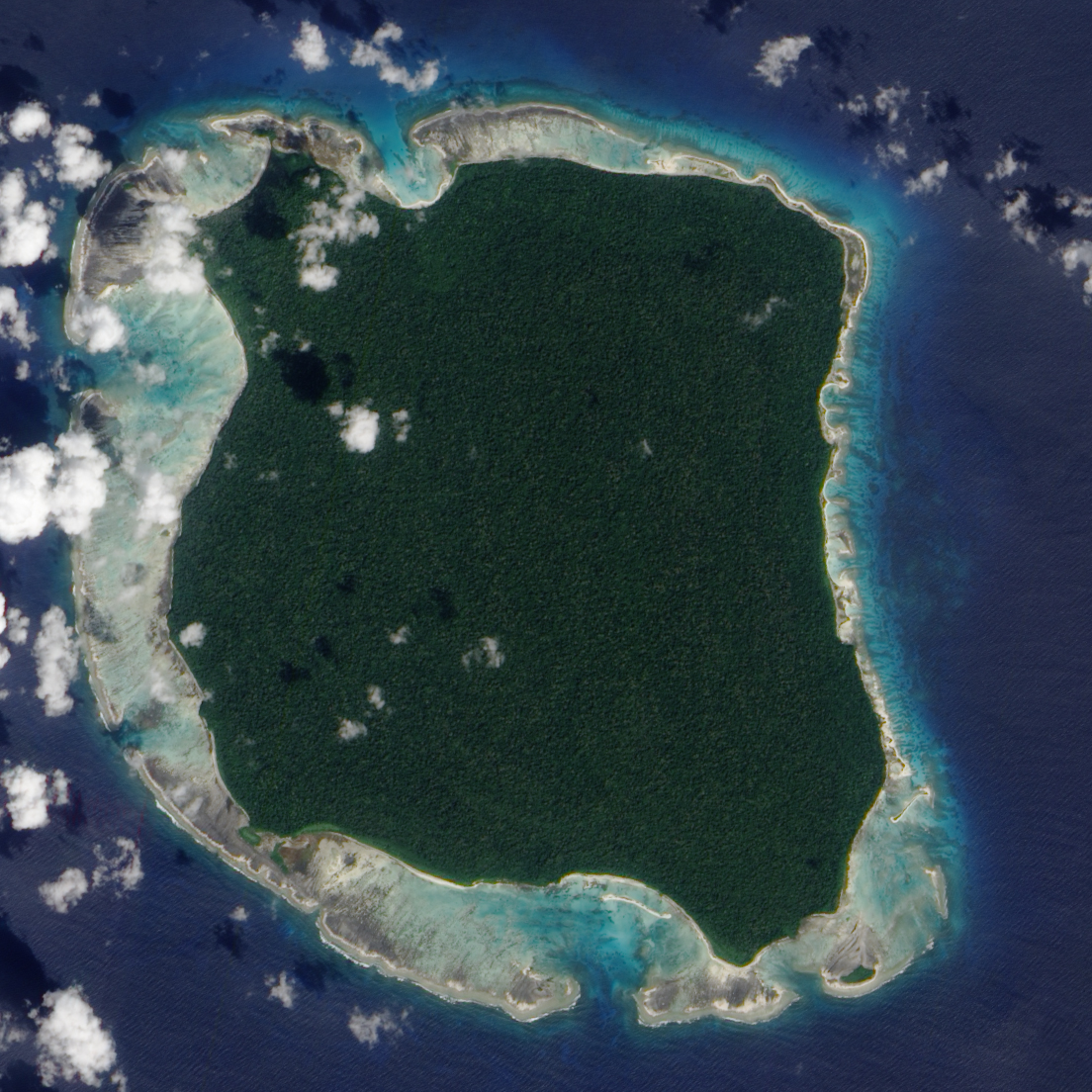
Un'immagine satellitare dell'Isola di North Sentinel coperta di foresta

L'industria forestale in India è una significativa industria nelle aree rurali e uno dei principali servizi ecosistemici. L'India è uno dei dieci paesi più ricchi di foreste al mondo. 
Complessivamente, l'India e altri 9 Stati possiedono il 67% dell'area forestale totale del mondo. La copertura forestale dell'India è cresciuta dello 0.20% annuo tra il 1990 e il 2000 ed è aumentata al ritmo dello 0.7% all'anno tra il 2000 e il 2010, dopo decenni in cui il degrado forestale era stato motivo di serie preoccupazioni.
In riferimento al 2010, l'Organizzazione per l'alimentazione e l'agricoltura delle Nazioni unite ha stimato che la copertura dell'India sia di circa 68 milioni di ettari, corrispondenti al il 22% della superficie del Paese. L'Indagine forestale dell'India del 2013 sostiene che la copertura forestale è aumentata fino a 69.8 milioni di ettari entro il 2012, stando alle misurazioni satellitari; questo rappresenta un aumento di 5871 chilometri quadrati di superficie forestale in due anni. Ad ogni modo, i progressi si sono verificati principalmente negli Stati indiani settentrionali, centrali e meridionali, mentre gli stati nordorientali hanno assistito a una perdita netta di copertura forestale tra il 2010 e il 2012. Nel 2018, la superficie totale di foresta e di aree coperte da alberi in India è aumentata del 24.39%, pari a 8,02,088 chilometri quadrati. L'aumento è stato di un ulteriore 24.56% pari a 807.276 chilometri quadrati nel 2019.
A meno che l'India non faccia importanti, sostenuti e rapidi sforzi per espandere la produzione elettrica e le centrali, le zone rurali e povere delle città dovranno continuare a rispondere al loro fabbisogno energetico attraverso un'insostenibile distruzione di foreste e consumo di legna da ardere. La dipendenza dell'India rispetto al legno combustibile e ai prodotti forestali come principale fonte di energia, oltre a essere insostenibile da un punto di vista ambientale, è anche una delle cause principali della foschia quasi permanente e dell'inquinamento dell'aria in India.
L'industria forestale in India non riguarda solo il legname da lavoro e il legno combustibile: l'India possiede una fiorente industria di prodotti forestali non legati al legno, che comprende lattice, gomma, resine, olii essenziali, aromi, fragranze e aromi chimici, bastoncini di incenso, materiali per i lavori artigianali, materiali per impagliare e piante medicinali. Circa il 60% dei prodotti forestali non legnosi è consumato localmente e intorno al 50% dei ricavi totali dall'industria forestale in India è dovuta alla categoria dei prodotti non legnosi.